# 老君山镇
老君山镇，原称上兰镇，是中华人民共和国云南省大理白族自治州剑川县下辖的一个乡镇级行政单位。

## 行政区划
老君山镇下辖以下地区：
富乐村、新生村、杉树村、美水村、新和村、富民村、建基村、官坪村、官宅村和启文村。